# Ushijimaella
Ushijimaella is een geslacht van kevers uit de familie van de loopkevers (Carabidae). De wetenschappelijke naam van het geslacht is voor het eerst geldig gepubliceerd in 1980 door Ueno.

## Soorten
Het geslacht Ushijimaella omvat de volgende soorten:
- Ushijimaella lucida Belousov et Kabak, 2002
- Ushijimaella pilosistriata Ueno, 1980
- Ushijimaella silvatica P. Moravec et Wrase, 1998
- Ushijimaella uenoi P. Moravac et Wrase, 1998